# 1975년
1975년은 수요일로 시작하는 평년이다.

## 사건
- 2월 12일 - 대한민국, 유신 헌법 찬반을 묻는 국민투표를 실시하다.
- 4월 8일
  - 긴급조치 7호가 발동되다.
  - 대한민국 대법원에서 인혁당 재건위 사건에 연루된 서도원 등 8명에게 사형선고를 확정하다.
- 4월 9일 - 인혁당 재건위 사건에 연루된 서도원 등 8명에게 사형이 선고된지 불과 18시간만에 사형이 집행되다.
- 4월 30일 - 월맹군이 사이공을 함락시켜 남베트남 패망. 베트남 전쟁이 끝남.
- 5월 13일 - 긴급조치 9호가 발동되어 1979년 12월 8일 해제될 때까지 약 4년 6개월 동안 지속되다.
- 5월 20일 - 4.19 혁명으로 해체되었던 학도 호국단이 다시 설치되다.
- 6월 25일 - 모잠비크 독립
- 7월 5일 - 카보베르데 독립
- 7월 6일 - 코모로 독립
- 7월 16일 - 방위세가 신설되다.
- 7월 12일 - 상투메프린시페 독립
- 8월 6일 - 유엔 안전보장이사회, 대한민국의 유엔가입안 부결.
- 8월 8일 - 대한민국, 싱가포르와 수교.
- 9월 16일 - 모잠비크, 상투메 프린시페, 카보베르데, 유엔 가입.
- 9월 16일 - 파푸아뉴기니 독립
- 10월 8일
  - 외딴집 주민 17명 살해한 연쇄 살인범 김대두 경찰에 체포.
  - 신민당 김옥선 의원, 국회서 `관제 안보 궐기대회' 발언해 큰 파문(13일 의원직 자진 사퇴).
- 10월 9일 - 소비에트 연방 핵물리학자 안드레이 사하로프, 소련인으로는 최초로 노벨 평화상 수상.
- 10월 10일 - 파푸아뉴기니, 유엔 가입.
- 11월 11일 - 앙골라, 포르투갈로부터 독립.
- 11월 12일 - 코모로, 유엔 가입.
- 11월 25일 - 수리남 독립
- 11월 27일 - 후안 카를로스 1세, 스페인 국왕으로 즉위.
- 12월 4일 - 수리남, 유엔 가입.

## 문화
- 1월 30일 - 자니스 사무소가 설립되었다.
- 3월 10일 - 산요 신칸센 오카야마역에서 하카타역 구간 개통.
- 5월 10일 - 소니 비디오카세트 레코더가 발매되었다.
- 5월 17일 - 엘튼 존의 앨범 《Captain Fantastic and the Brown Dirt Cowboy》, 빌보드 차트 사상 처음으로 핫샷 데뷔.
- 6월 19일 - 한국예슿문화윤리위원회가 공연활동 정화대책을 명분으로 국내가요 222곡, 외국곡 261곡을 방송금지 및 음반판매 금지로 분류하였다.
- 9월 1일 - 대한민국, 여의도 국회의사당이 준공
- 9월 2일 - 대한민국, 전국 중앙 학도 호국단 창설.
- 9월 15일 - 조총련계 재일한국인 7백 명, 추석성묘차 모국 첫 방문.
- 9월 22일 - 대한민국, 민방위대 창설.
- 10월 14일 - 대한민국 정부, '부처님 오신 날'과 '어린이날' 공휴일로 제정.
- 10월 31일 - 퀸, 보헤미안 랩소디가 싱글로 발표되다.
- 11월 10일 - 동양방송 FM, FM대행진 첫방송.
- 11월 30일 - 구룡역, 훙함역이 개통되었다.
- 12월 5일 - 영동선 고한 ~ 백산 ~ 철암 ~ 북평간 23.7km 전철이 완공되다.

## 탄생

### 1월
- 1월 1일
  - 대한민국의 펜싱 선수 김희정.
  - 우크라이나의 정치인 안드리 시비하.
  - 아랍에미리트의 기업인 칼둔 알 무바라크.
  - 일본의 만화가 오다 에이치로.
  - 대한민국의 성우 김상현.
- 1월 2일
  - 대한민국의 배우 정성화.
  - 대한민국의 코치, 전 야구 선수 손민한.
- 1월 3일
  - 루마니아의 펜싱 선수 록사나 스카를라트.
  - 일본의 시나리오, 작사, 작곡가 마에다 준.
  - 프랑스의 전자 음악가 토마 방갈테르 (다프트 펑크).
- 1월 4일 - 미국의 종합격투기 선수 셰인 카윈.
- 1월 5일
  - 미국의 배우 브래들리 쿠퍼.
  - 대한민국의 성우 홍진욱.
- 1월 6일 - 일본의 성우 유카나.
- 1월 7일 - 대한민국의 가수 윤건.
- 1월 8일 - 일본의 배우, 성우 치바 레이코.
- 1월 15일 - 대한민국의 야구 선수 김영수.
- 1월 17일
  - 대한민국의 축구 선수 김정수.
  - 중국계 미국인 가수 코코 리. (~2023년)
- 1월 18일 - 대한민국의 아나운서 안진희.
- 1월 20일 - 대한민국의 배우 하동준.
- 1월 21일
  - 대한민국의 아나운서 최윤경.
  - 잉글랜드의 축구 코치, 전 축구 선수 니키 버트.
- 1월 22일
  - 대한민국의 종합격투기 선수 김민수.
  - 일본의 성우 나가시로 소노스케.
  - 체코의 아이스하키 선수 다비트 비보르니.
- 1월 24일 - 대한민국의 팝페라가수 이지.
- 1월 25일 - 대한민국의 성우 김민아.
- 1월 27일
  - 일본의 작가 아마미야 카린.
  - 대한민국의 공무원 이주희.
- 1월 28일 - 일본의 성우 카미야 히로시.
- 1월 29일
  - 대한민국의 성우 이광수.
  - 미국의 배우, 모델 켈리 팩카드.
- 1월 30일
  - 브라질의 축구 선수 주니뉴 페르남부카누.
  - 대한민국의 배우 오만석.

### 2월
- 2월 1일
  - 대한민국의 배구 선수 신진식.
  - 대한민국의 배우 오수범.
  - 미국의 래퍼 빅 보이.
- 2월 2일 - 대한민국의 방송인, 전 아나운서 지승현.
- 2월 4일
  - 오스트레일리아의 가수 내털리 임브룰리아.
  - 오스트리아의 스노보드 선수 지크프리트 그라브너.
- 2월 5일 - 네덜란드의 축구 선수 지오바니 판 브롱크호르스트.
- 2월 6일
  - 대한민국의 배구 선수 방신봉.
  - 대한민국의 전 무에타이 선수, 범죄자 황주연.
  - 러시아의 권투 선수 알렉산드르 말레틴.
  - 일본의 가수 카와세 토모코.
- 2월 7일
  - 대한민국의 만화가, 드로잉 아티스트 김정기. (~2022년)
  - 대한민국의 만화가 윤서인.
  - 프랑스의 유튜버 레미 가이야르.
- 2월 9일 - 대한민국의 배우 주성민.
- 2월 10일
  - 대한민국의 희극인 이수근.
  - 대한민국의 신학자 이재근.
- 2월 11일 - 대한민국의 배우 김경민.
- 2월 12일 - 파키스탄의 사업가 샤자다 다우드. (~2023년)
- 2월 13일 - 대한민국의 음악 감독, 스코어에디터 서성원.
- 2월 16일 - 대한민국의 기자 박성태.
- 2월 17일
  - 대한민국의 가수, 배우 겸 트렌스젠더 하리수.
  - 일본의 배우 키치세 미치코.
- 2월 18일
  - 대한민국의 배우 조상기.
  - 영국의 축구 선수 게리 네빌.
  - 대한민국 만화가, 디자이너 권윤주.
  - 대한민국의 전직 스타크래프트 이지호.
- 2월 19일
  - 대한민국의 배우 윤희석.
  - 일본의 성우 키야스 코헤이.
- 2월 22일 - 미국의 배우 드루 배리모어.
- 2월 23일 - 일본의 성우 나가타 료코.
- 2월 25일 - 일본의 성우 치바 치에미.
- 2월 26일 - 미국의 영화배우 드루 고더드.
- 2월 27일 - 대한민국의 성우 이용신.
- 2월 28일
  - 대한민국의 성우 이자명.
  - 대한민국의 배우 김혜진.
  - 일본의 성우 하야미즈 리사.
  - 대한민국의 전 야구 선수 박진철.

### 3월
- 3월 2일
  - 대한민국의 배우 이선균. (~2023년)
  - 대한민국의 만화가 김나경.
- 3월 3일
  - 대한민국의 성우 김영찬.
  - 대한민국의 가수, 방송인 김용필.
- 3월 5일
  - 일본의 전 축구 선수 사카구치 겐지.
  - 프랑스의 음악 프로듀서 스페이스 카우보이.
- 3월 6일
  - 대한민국의 배우 라미란.
  - 대한민국의 축구 선수 김현수.
- 3월 8일 - 러시아의 권투 선수 술탄 이브라기모프.
- 3월 9일
  - 네덜란드의 축구 선수 로이 마카이.
  - 대한민국의 축구 선수, 축구 감독 백승철.
  - 러시아의 레슬링 선수 알렉세이 글루시코프.
  - 아르헨티나의 축구 선수 후안 세바스티안 베론.
- 3월 10일 - 대한민국의 배우 한고은.
- 3월 14일 - 대한민국의 배우 강경헌.
- 3월 15일
  - 미국의 배우 에바 롱고리아.
  - 미국의 유명 혼성그룹 블랙 아이드 피스의 멤버 윌 아이 엠.
  - 대한민국의 희극인 최국.
- 3월 16일
  - 대한민국의 전 축구 선수 박성철.
  - 영국의 배우 시에나 길로리.
- 3월 17일 - 캐나다의 프로레슬링 선수 앤드루 마틴.
- 3월 18일
  - 대한민국의 가수, 소설가 루시드폴.
  - 미국의 배우 찰스 파넬.
- 3월 19일
  - 대한민국의 정치인 허숙정.
  - 대만의 가수 겸 배우 비비언 수.
- 3월 20일
  - 노르웨이의 알파인 스키 선수 한스 페테르 부로스.
  - 이탈리아의 알파인 스키 선수 이졸데 코스트너.
  - 일본의 성우 아사카와 유.
- 3월 21일 - 대한민국의 배우 선우선.
- 3월 22일
  - 대한민국의 바둑 기사 이상훈.
  - 대한민국의 소설가 정아은. (~2024년)
  - 미국의 배우 앤 듀덱.
- 3월 24일
  - 대한민국의 가수 김희진.
  - 프랑스의 배우 프레데리크 벨.
- 3월 25일 - 대한민국의 정치인 김형동.
- 3월 27일 - 미국의 가수 퍼기 (블랙 아이드 피스).
- 3월 28일
  - 미국의 정치인 애슐리 무디.
  - 스페인의 축구 선수 이반 엘게라.
- 3월 29일 - 대한민국의 패션 디자이너 이승희.
- 3월 31일 - 대한민국의 성우 배정민.

### 4월
- 4월 1일
  - 대한민국의 배우 지영산.
  - 미국의 성우 트로이 베이커.
- 4월 2일
  - 대한민국의 군인 이상훈.
  - 미국의 배우 페드로 파스칼.
  - 미국의 배우 애덤 로드리게스.
  - 미국의 성우, 가수 디디 매그노.
  - 일본의 전직 프로 야구 선수 다카하시 히사노리.
- 4월 3일
  - 대한민국의 전 야구 선수, 현 야구 코치 손인호.
  - 일본의 야구 선수 다카하시 요시노부.
  - 일본의 야구 선수 우에하라 고지.
- 4월 4일 - 대한민국의 배우 강민호.
- 4월 7일 - 스웨덴의 가수 카린 드레이예르 안데르손.
- 4월 9일
  - 미국의 영화 감독 데이비드 고든 그린.
  - 잉글랜드의 축구 선수 로비 파울러.
- 4월 10일
  - 대한민국의 야구 선수 출신 해설가 전준호.
  - 대한민국의 배우 명세빈.
- 4월 11일 - 대한민국의 희극인 고혜성.
- 4월 13일 - 대한민국의 야구 선수 박지철.
- 4월 14일
  - 브라질의 종합격투기 선수 안데르송 시우바.
  - 미국의 가수, 프로레슬링 선수 에이미 듀마.
- 4월 15일 - 대한민국의 가수 정민.
- 4월 16일 - 일본의 성우 오오하라 메구미.
- 4월 17일 - 대한민국의 전 농구 선수 구본근.
- 4월 18일
  - 대한민국의 성우 정재헌.
  - 대한민국의 배우 이종박.
- 4월 19일 - 네덜란드의 필드 하키 선수 브람 로만스.
- 4월 20일 - 일본의 레슬링 선수 다나베 지카라.
- 4월 21일 - 도미니카 공화국의 야구 선수 아킬리노 로페스.
- 4월 26일 - 대한민국의 미용전문가 정지현.
- 4월 27일 - 미국의 전 야구 선수 크리스 카펜터.
- 4월 29일 - 대한민국의 배우 권민중.
- 4월 30일
  - 대한민국의 전 농구 선수, 캐스터 신기성.
  - 대한민국의 배드민턴 선수 하태권.
  - 대한민국의 기자, 사회운동가 전예현.

### 5월
- 5월 1일
  - 대한민국의 축구 선수 유영실.
  - 카메룬의 축구 선수 마르크비비앵 푀. (~2003년)
- 5월 2일 - 영국의 축구 선수 데이비드 베컴.
- 5월 3일
  - 크로아티아의 피아니스트 막심 므라비차.
  - 대한민국의 가수 겸 작곡가 대니.
- 5월 4일
  - 대한민국의 예능 프로듀서 김태호.
  - 대한민국의 영화 감독 장훈.
- 5월 5일
  - 대한민국의 가수 김희진.
  - 대한민국의 야구 선수 심정수.
  - 대한민국의 야구 코치, 전 야구 선수 윤재국.
- 5월 6일 - 대한민국의 배우 이태란.
- 5월 7일 - 대한민국의 전 아나운서, 방송인 정지영.
- 5월 8일
  - 스페인의 가수 엔리케 이글레시아스.
  - 잉글랜드의 배우 조디 메이.
- 5월 11일 - 미국의 배우 코비 벨.
- 5월 12일
  - 일본의 성우 야마구치 마유미.
  - 대한민국의 바둑 기사 최명훈.
- 5월 13일
  - 대한민국의 성우 여민정.
  - 미국의 정치인 마이클 클라우드.
- 5월 15일
  - 대한민국의 배우 김영아.
  - 대한민국의 아나운서 함윤호.
  - 뉴질랜드의 축구 선수 대니 헤이.
- 5월 16일 - 대한민국의 전 야구 선수, 현 야구 코치 김필중.
- 5월 17일 - 대한민국의 배우 최지나.
- 5월 18일 - 미국의 싱어송라이터 잭 존슨.
- 5월 21일
  - 대한민국의 배우 전진우.
  - 대한민국의 희극인 이재훈.
- 5월 23일 - 대한민국의 야구 선수 김성식.
- 5월 24일
  - 대한민국의 배우 우희진.
  - 대한민국의 전 야구 선수 이도형.
- 5월 25일
  - 대한민국의 야구 선수 조인성.
  - 대한민국의 법조인, 정치인 주진우.
- 5월 26일
  - 대한민국의 배우 김태훈.
  - 미국의 배우 니키 에이콕스.
- 5월 27일
  - 대한민국의 아나운서 이광용.
  - 미국의 랩 가수, 배우 안드레 3000.
  - 영국의 요리사 제이미 올리버.
- 5월 29일 - 잉글랜드의 가수, 배우, 작가 멜러니 브라운.
- 5월 30일 - 대한민국의 전 가수 하록.

### 6월
- 6월 3일 - 대한민국의 배우 김종태.
- 6월 4일
  - 미국의 배우 앤젤리나 졸리.
  - 일본의 작곡가 이시카와 다카유키.
- 6월 5일 - 대한민국의 방송 기자 강동원.
- 6월 6일 - 대한민국의 성우 심정민.
- 6월 8일
  - 인도의 배우 실파 셰티.
  - 일본의 만화가 사키사카 이오.
- 6월 9일 - 대한민국의 성우 은미.
- 6월 11일
  - 대한민국의 전 아나운서, 방송인 한석준.
  - 대한민국의 배우 최지우.
- 6월 12일 - 대한민국의 전 아이스하키 선수 박성민.
- 6월 13일 - 캐나다의 작곡가, 작사가 대니얼 잉그럼.
- 6월 14일 - 대한민국의 배우 서린.
- 6월 17일 - 스페인의 축구 선수 후안 카를로스 발레론.
- 6월 18일
  - 미국의 경찰관 카일 딩켈러. (~1998년)
  - 캐나다의 아이스하키 선수 마르탱 생루이.
- 6월 19일
  - 영국의 배우 휴 댄시.
  - 우즈베키스탄의 체조 선수 옥사나 추소비티나.
- 6월 20일
  - 대한민국의 정치인 오준호.
  - 일본의 가수, 배우 사카이 가즈요시.
- 6월 22일 - 일본의 소설가 히라노 게이치로.
- 6월 24일 - 대한민국의 배우 박성연.
- 6월 27일 - 미국의 배우 토비 매과이어.
- 6월 28일 - 대한민국의 배우 김수진. (~2013년)
- 6월 29일 - 대한민국의 치과의사 겸 희극인 김영삼.
- 6월 30일 - 대한민국의 바둑 기사 윤성현.

### 7월
- 7월 1일 - 대한민국의 희극인 김미진.
- 7월 2일 - 대한민국의 가수, 작곡가 김민진.
- 7월 3일 - 미국의 배우 라이언 맥파틀린.
- 7월 5일 - 아르헨티나의 축구 선수 에르난 크레스포.
- 7월 6일
  - 대한민국의 희극인 김숙.
  - 미국의 힙합 가수 50 센트.
- 7월 7일
  - 독일의 배우 니나 호스.
  - 대한민국의 가수 올라이즈 밴드.
  - 대한민국의 배우 정민성.
- 7월 8일 - 인도네시아의 가수 아마라.
- 7월 9일 - 대한민국의 정치인 이유진.
- 7월 10일
  - 대한민국의 전직 축구 선수, 축구 지도자 이창원.
  - 대한민국의 가수 이원석.
- 7월 11일
  - 미국의 래퍼 릴 킴.
  - 스페인의 축구 선수 루벤 바라하.
- 7월 14일
  - 미국의 래퍼 타부. (블랙 아이드 피스)
  - 대한민국의 영화 감독, 영화 각본가 한재림.
- 7월 17일
  - 미국의 프로레슬링 선수 데프니. (~2021년)
  - 벨기에의 배우 세실 드 프랑스.
  - 스페인의 배우 엘레나 아나야.
  - 영국의 가수 M.I.A..
  - 오스트레일리아의 수학자 테런스 타오.
- 7월 18일 - 대한민국의 기상 캐스터 한희경.
- 7월 19일 - 이탈리아의 축구 선수 루카 카스텔라치.
- 7월 20일
  - 대한민국의 전 희극인 정경숙.
  - 미국의 배우 주디 그리어.
  - 미국의 전 농구 선수 레이 앨런.
- 7월 21일 - 대한민국의 작곡가, 프로듀서 황성제.
- 7월 22일
  - 대한민국의 만화편집자 박종현.
  - 미국의 배우, 싱어송라이터 니키 보이어.
- 7월 23일
  - 대한민국의 배우 성현아.
  - 대한민국의 피아니스트 김정원.
  - 미국의 배우, 가수 크리스찬 케이즈.
- 7월 24일 - 미국의 전 프로레슬링 선수 토리 윌슨.
- 7월 26일
  - 대한민국의 배우 최성호.
  - 영국의 정치인 리즈 트러스.
- 7월 27일
  - 미국의 야구 선수 앨릭스 로드리게스 (뉴욕 양키스).
  - 대한민국의 전 농구 선수, 농구 해설위원 현주엽.
  - 대한민국의 축구 선수 김동우.
- 7월 29일
  - 대한민국의 배우 권이지.
  - 한국계 일본인 격투가 추성훈.
  - 대한민국의 바둑 기사 이창호.
  - 대한민국의 희극인 김병만.
  - 미국의 야구 선수 세스 그레이싱어.
- 7월 30일 - 미국의 전 야구 선수 맷 에릭슨.

### 8월
- 8월 1일 - 대한민국의 카피라이터, 정치인 김진아.
- 8월 2일 - 대한민국의 가수, 정치인 리아.
- 8월 3일
  - 일본의 성우 하즈키 에리노.
  - 일본의 배우 이토 히데아키.
- 8월 5일
  - 대한민국의 전 배우, 미스코리아 최윤영.
  - 대한민국의 만화가 김민희.
- 8월 6일
  - 대한민국의 정치인 김태우.
  - 오스트리아의 알파인 스키 선수 레나테 괴칠.
- 8월 7일 - 남아프리카 공화국의 배우 샤를리즈 테론.
- 8월 9일 - 대한민국의 성우 하미경.
- 8월 11일 - 일본의 성우, 가수 타니야마 키쇼.
- 8월 12일 - 미국의 배우 케이시 애플렉.
- 8월 15일
  - 대한민국의 배우 민준현.
  - 대한민국의 전 야구 선수, 현 야구 코치 조진호.
  - 대한민국의 전 양궁 선수 박경모.
  - 일본의 축구 선수 가와구치 요시카쓰.
- 8월 16일
  - 뉴질랜드의 영화 감독 타이카 와이티티.
  - 대한민국의 배우 최원.
- 8월 19일 - 미국의 배우 트레이시 톰스.
- 8월 20일 - 대한민국의 축구 해설자 서형욱.
- 8월 22일 - 대한민국의 배우 서호철.
- 8월 24일
  - 영국의 배우 제임스 다시.
  - 브라질의 배우 호드리구 산토루.
- 8월 25일 - 대한민국의 전 야구 선수 김상우.
- 8월 26일 - 대한민국의 드라이버 선수 조항우.
- 8월 28일
  - 대한민국의 아나운서 박주아.
  - 일본의 성우 고토 유코.
  - 캐나다의 방송인 제이드 레이먼드.
  - 영국 잉글랜드의 축구 선수 제이미 큐레턴.
- 8월 29일
  - 대한민국의 영화 감독 이강현. (~2023년)
  - 미국의 성우, 배우 단테 바스코.
- 8월 30일 - 튀니지의 전 축구 선수 라디 자이디.

### 9월
- 9월 2일
  - 대한민국의 전 야구 선수, 현 야구 코치 김우석.
  - 일본의 축구 선수 사쿠라이 나오토.
- 9월 3일 - 대한민국의 영화배우 김예린.
- 9월 4일 - 웨일스의 배우 카이 오언.
- 9월 5일 - 대한민국의 배우 장혜진.
- 9월 6일 - 일본의 유도 선수 다니 료코.
- 9월 9일 - 캐나다의 가수 마이클 부블레.
- 9월 10일
  - 헝가리의 축구 심판 커셔이 빅토르.
  - 미국의 배우 카일 본하이머.
- 9월 12일 - 대한민국의 성우 이미향.
- 9월 13일
  - 대한민국의 배우 배정아.
  - 일본의 성우 콘노 히로미.
- 9월 14일
  - 루마니아의 권투 선수 마리안 시미온.
  - 미국의 바이올리니스트 유진 박.
- 9월 15일 - 중화인민공화국의 유도 선수, 지도자 셴둥메이.
- 9월 18일
  - 미국의 배우 제이슨 수데이키스.
  - 대한민국의 기자 박주경.
- 9월 19일
  - 대한민국의 가수 인호진 (스윗 소로우).
  - 벨라루스의 레슬링 선수 뱌차슬라우 마카란카.
- 9월 20일
  - 미국의 배우 문 블러드굿.
  - 미국의 프로레슬링 선수, 아나운서 조엘 거트너.
- 9월 22일 - 대한민국의 배드민턴 선수 김동문.
- 9월 23일 - 미국의 모델, 배우 제이미 버그먼.
- 9월 24일 - 대한민국의 기상 캐스터 한우경.
- 9월 28일
  - 대한민국의 핸드볼 선수 허순영.
  - 대한민국의 전 야구 선수 이학균.
- 9월 30일
  - 프랑스의 배우 마리옹 코티야르.
  - 프랑스의 알파인 스키 선수 로르 페크뇨.

### 10월
- 10월 1일 - 미국의 전 야구 선수 브랜던 나이트.
- 10월 2일 - 대한민국의 야구 선수 김재현.
- 10월 3일
  - 오스트레일리아의 영화 촬영 기사 그레그 프레이저.
  - 캐나다의 야구 선수 마이클 존슨.
- 10월 4일
  - 대한민국의 배우 김준성.
  - 대한민국의 기자, 기업인 최호림.
- 10월 5일
  - 영국의 배우 케이트 윈즐릿.
  - 미국의 성우 모니카 라이얼.
- 10월 6일 - 덴마크의 축구 선수 마르틴 예르겐센.
- 10월 9일
  - 미국의 가수 숀 레논.
  - 오스트리아의 축구 선수 마크 비두카.
- 10월 10일 - 대한민국의 전 야구 선수 강민규.
- 10월 11일
  - 대한민국의 전 축구 선수, 지도자 이상헌.
  - 미국의 배우 루이 오자와 장젠.
- 10월 12일 - 대한민국의 축구 선수 이을용.
- 10월 13일 - 대한민국의 무용가, 뮤지컬 배우 최인형.
- 10월 15일
  - 일본의 만화가 히가시무라 아키코.
  - 우크라이나의 정치인 데니스 시미할.
  - 중국의 쇼트트랙 선수 리자쥔.
- 10월 16일 - 대한민국의 바둑 기사 양건.
- 10월 17일 - 대한민국의 배우 박천재
- 10월 19일
  - 대한민국의 배우, 영화 감독 양익준.
  - 대한민국의 정치인 정혜경.
- 10월 21일 - 대한민국의 가수 수진.
- 10월 22일
  - 스페인의 축구 선수 미첼 살가도.
  - 대한민국의 소설가 전민희.
- 10월 24일 - 대한민국의 전 야구 선수, 현 야구 코치 채종국.
- 10월 25일 - 영국의 소설가 제이디 스미스.
- 10월 26일
  - 일본의 성우 코니시 히로코.
  - 대한민국의 인권 운동가 오태양.
- 10월 27일
  - 일본의 아이돌 마키 다이스케.
  - 대한민국의 가수, 기타리스트 이종현.
- 10월 29일 - 멕시코의 야구 선수 카림 가르시아.

### 11월
- 11월 1일 - 네덜란드의 스피드 스케이팅 선수 에르번 베네마르스.
- 11월 2일 - 일본의 성우 와카바야시 나오미.
- 11월 6일 - 대한민국의 야구 선수 김경태.
- 11월 8일
  - 대한민국의 아나운서 정우영.
  - 대한민국의 전직 씨름 선수 황규연.
  - 스페인의 축구 선수 호세 마누엘 핀토.
  - 일본의 배우 사카구치 겐지.
- 11월 9일 - 대한민국의 배우, 모델, 방송인 박준혁.
- 11월 10일 - 대한민국의 기업인 허진영.
- 11월 12일
  - 대한민국의 뮤지컬 배우 김소현.
  - 대한민국의 배우 정주은.
  - 크로아티아의 축구 선수 다리오 시미치.
  - 미국의 수영 선수 제이슨 리잭.
- 11월 14일 - 대한민국의 가수 김현중.
- 11월 15일
  - 중화인민공화국의 전 레슬링 선수 성쩌톈.
  - 캐나다의 배우, 영화 감독 조엘 고든.
- 11월 16일
  - 대한민국의 정치인 이재영.
  - 일본의 배우 우치다 유키.
- 11월 17일
  - 대한민국의 배우 윤손하.
  - 대한민국의 가수 마야.
- 11월 18일
  - 도미니카 공화국의 야구 선수 데이비드 오르티스.
  - 미국의 전직 농구 선수 제이슨 윌리엄스.
- 11월 19일
  - 대한민국의 희극인 양재희.
  - 일본의 작곡가 사토 나오유키.
  - 인도의 배우 수슈미타 센.
- 11월 20일
  - 대한민국의 성우 정윤정.
  - 이탈리아의 배우 아시아 아르젠토.
  - 방글라데시의 가수, 배우 방대한.
  - 대한민국의 유도 선수 김종원.
- 11월 22일
  - 일본의 성우 미나가와 준코.
  - 일본의 가수 Aiko.
- 11월 25일 - 대한민국의 가수 강성희.
- 11월 26일
  - 미국의 DJ, 음악 프로듀서 DJ 칼리드.
  - 대한민국의 뮤지컬 배우 신영숙.
  - 대한민국의 가수 박부심.
  - 일본의 살인자 조타 히로시.
- 11월 27일 - 대한민국의 배우, 모델, 기업인 정은찬.
- 11월 29일 - 일본의 살인자 조타 히로시.
- 11월 30일
  - 대한민국의 방송인 이지연.
  - 이란의 축구 선수, 축구 코치 메흐르다드 미나반드. (~2021년)
  - 미국의 가수 민디 매크리디. (~2013년)

### 12월
- 12월 1일
  - 대한민국의 전 농구 선수 문태종.
  - 아랍에미리트의 기업인 칼둔 알무바라크.
  - 미국의 만화가 맷 프랙션.
- 12월 3일 - 미국의 성우 힐러리 헤이그.
- 12월 5일
  - 미국의 배우 폴라 패튼.
  - 잉글랜드의 프로 스누커 선수 로니 오설리번.
- 12월 6일
  - 이탈리아의 기업인 안드레아 아녤리.
  - 일본의 성우 오하라 사야카.
- 12월 7일 - 대한민국의 언론인, 작가 장강명.
- 12월 8일
  - 대한민국의 아나운서 최기환.
  - 대한민국의 배우 이의정.
- 12월 9일 - 대한민국의 영화배우 정명진.
- 12월 11일 - 대한민국의 가수 JK 김동욱.
- 12월 12일 - 일본의 성우 쿠와시마 호코.
- 12월 15일
  - 대한민국의 아나운서 최원정.
  - 일본의 성우 이케자와 하루나.
  - 대한민국의 영화평론가 강유정.
- 12월 16일
  - 대한민국의 가수 싸비.
  - 대한민국의 작곡가 정훈.
- 12월 17일
  - 미국의 배우, 모델, 가수 밀라 요보비치.
  - 미국의 프로레슬링 선수 닉 딘스모어.
- 12월 18일
  - 오스트레일리아의 가수 시아.
  - 캐나다의 프로레슬링 선수 트리시 스트레터스.
- 12월 19일 - 대한민국의 기자, 앵커 김범주.
- 12월 21일 - 벨기에의 정치인 샤를 미셸.
- 12월 22일
  - 대한민국의 배우 정요숙.
  - 벨라루스의 권투 선수 파벨 도브갈.
- 12월 23일
  - 대한민국의 기자 정윤섭.
  - 대한민국의 농구 선수 표명일. (~2022년)
  - 대한민국의 연구원 권성훈.
- 12월 24일
  - 대한민국의 가수 유리 (쿨).
  - 대한민국의 배우 윤미영.
  - 일본의 정치인 미치시타 다이키.
- 12월 25일
  - 대한민국의 축구 선수 최성용.
  - 대한민국의 희극인 김준호.
  - 일본의 야구 선수 오카지마 히데키.
- 12월 28일
  - 일본의 성우 무라이 카즈사.
  - 대한민국의 야구 선수 임경완.
- 12월 29일
  - 대한민국의 가수 겸 희극인 라윤경.
  - 일본의 전 축구 선수 오쓰카 신지.
- 12월 30일
  - 오스트레일리아의 축구 선수 스콧 치퍼필드.
  - 대한민국의 야구 선수 신경현.
  - 미국의 골프 선수 타이거 우즈.

### 미상
- 대한민국의 영화 배우 김동현.
- 대한민국의 전 배우, 미스코리아 김상미.
- 대한민국의 미술가 김성환.
- 대한민국의 작곡가, DJ 래피.
- 대한민국의 시민사회 운동가, 기자, 작가, 영화 스포츠 에이전트 박지일.
- 대한민국의 배우 신현숙.
- 대한민국의 방송 작가 이우정.
- 대한민국의 배우, 무술감독 지중현. (~2007년)
- 잉글랜드의 싱어송라이터 제이미 로슨.
- 대한민국의 배우 김경민.
- 대한민국의 작곡가, 가수 김민진.
- 대한민국의 가수, 드러머 박찬.
- 대한민국의 발레무용가 이민정.
- 대한민국의 배우 이상혁.
- 대한민국 제17대 대통령 이명박의 삼녀 이수연.

## 사망

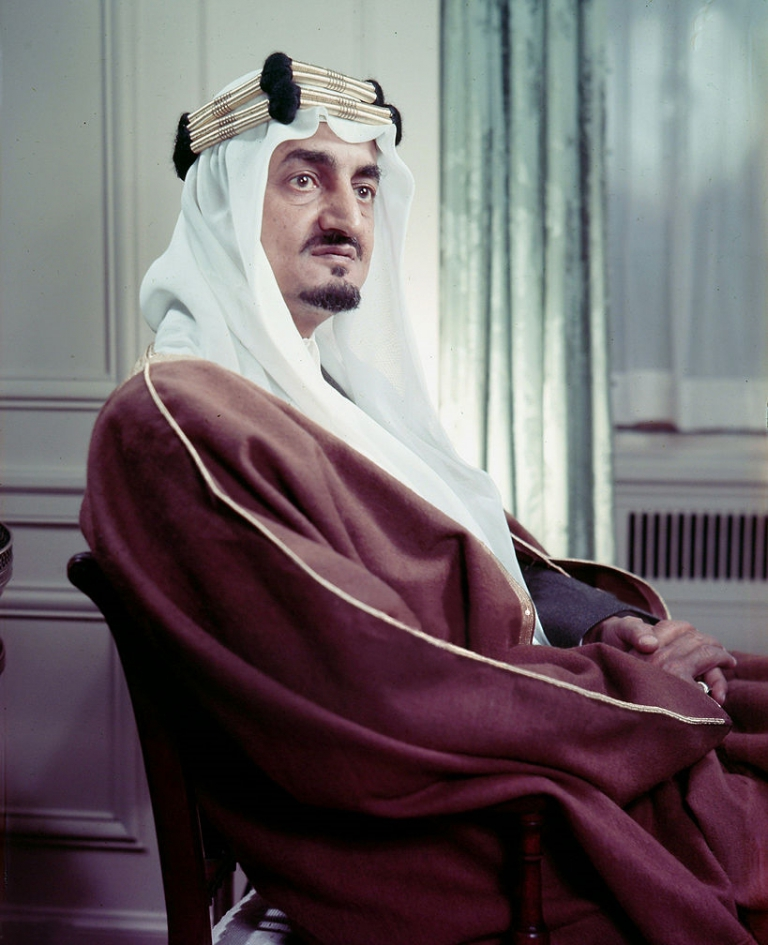
파이살 빈 압둘아지즈 알사우드

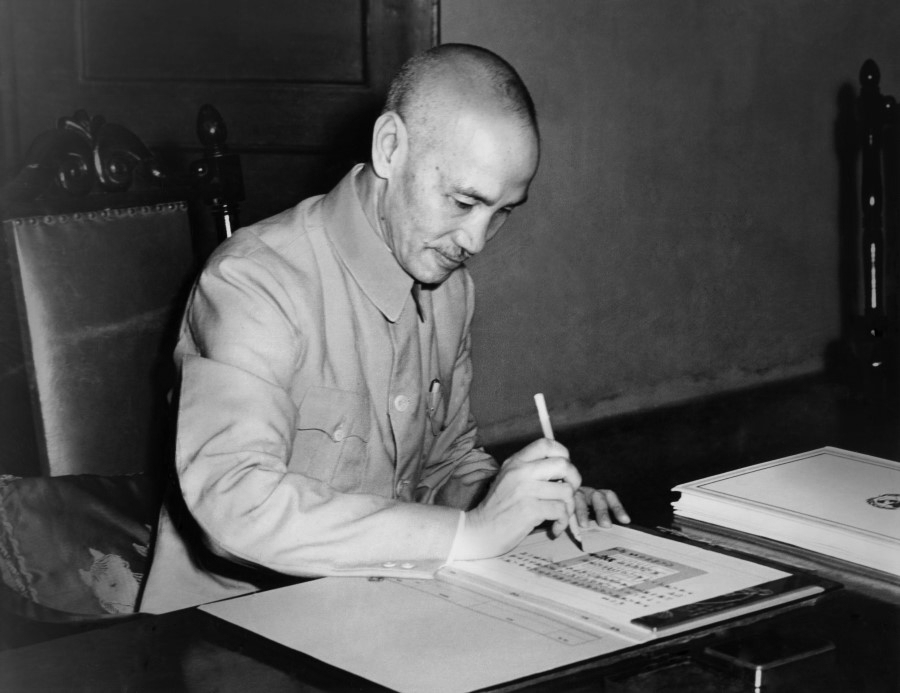
장제스

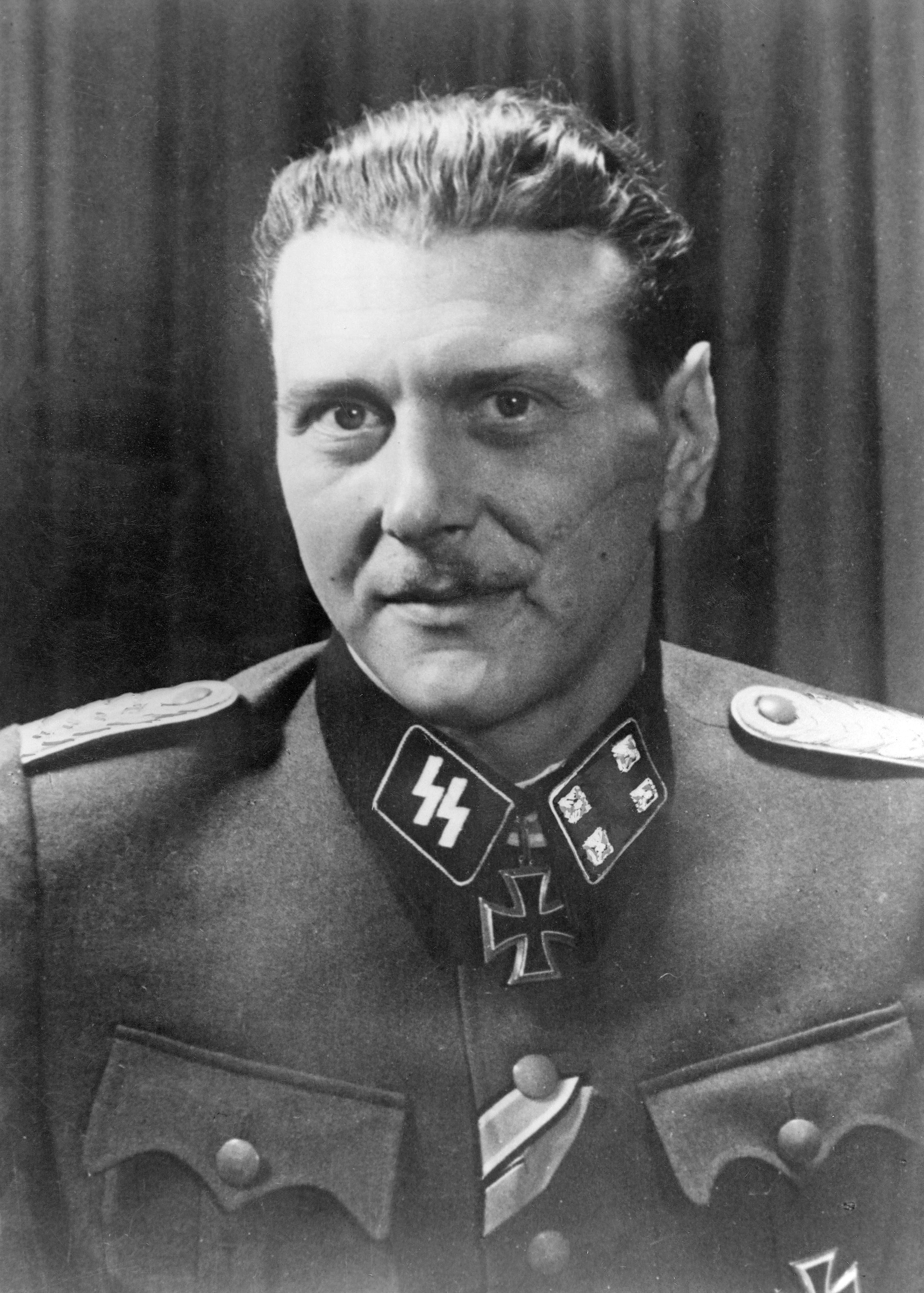
오토 스코르체니

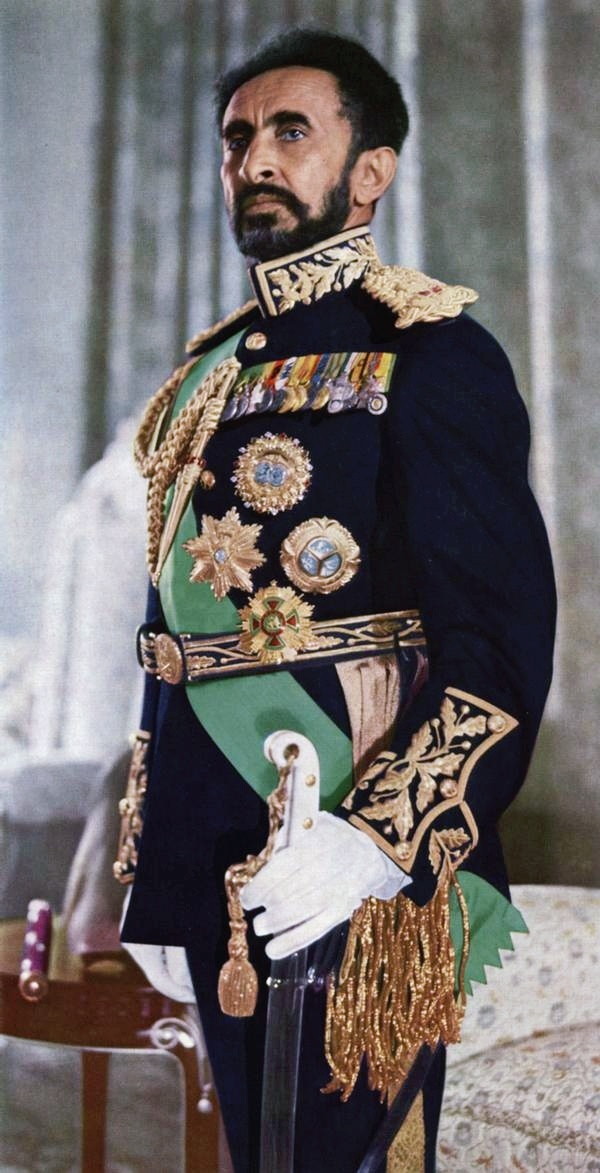
하일레 셀라시에

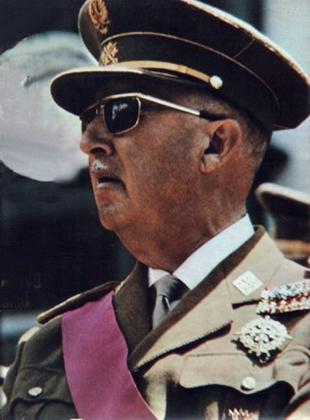
프란시스코 프랑코

- 1월 28일 - 체코슬로바키아의 제7대 대통령 안토닌 노보트니. (1904년~)
- 2월 3일 - 이집트의 가수, 영화배우 움 쿨숨. (1904년~)
- 2월 25일 - 미국의 이슬람 지도자 일라이저 무하마드. (1897년~)
- 3월 8일 - 미국의 영화 감독 조지 스티븐스. (1904년~)
- 3월 25일 - 사우디아라비아의 제3대 국왕 파이살 빈 압둘아지즈 알사우드. (1906년~)
- 4월 5일 - 중화민국의 총통 장제스. (1887년~)
- 6월 3일 - 일본의 제61~63대 내각총리대신 사토 에이사쿠. (1901년~)
- 7월 6일 - 나치 독일의 군인 오토 스코르체니. (1908년~)
- 8월 9일 - 소련의 작곡가 드미트리 쇼스타코비치. (1906년~)
- 8월 17일 - 대한민국의 언론인, 독립운동가, 정치인 장준하. (1918년~)
- 8월 27일 - 에티오피아의 마지막 황제 하일레 셀라시에. (1892년~)
- 9월 21일 - 대한민국의 영화배우 허장강. (1925년~)
- 10월 3일 - 프랑스의 정치인 기 몰레. (1905년~)
- 11월 2일 - 이탈리아의 시인 피에르 파올로 파솔리니. (1922년~)
- 11월 20일 - 스페인의 총통 프란시스코 프랑코. (1892년~)
- 12월 4일 - 미국의 정치철학자 한나 아렌트. (1906년~)

## 노벨상
- 경제학상:레오니드 칸토로비치, 찰링 코프만스
- 문학상:에우제니오 몬탈레
- 물리학상:오게 닐스 보어, 벤 모텔손, 제임스 레인워터
- 생리학 및 의학상레나토 둘베코, 하워드 마틴 테민, 데이비드 볼티모어
- 평화상:안드레이 사하로프
- 화학상:콘포스, 프렐로그

## 달력
| 1월 |    |    |    |    |    |    |
| 일  | 월 | 화 | 수 | 목 | 금 | 토 |
|     |    |    | 1  | 2  | 3  | 4  |
| 5   | 6  | 7  | 8  | 9  | 10 | 11 |
| 12  | 13 | 14 | 15 | 16 | 17 | 18 |
| 19  | 20 | 21 | 22 | 23 | 24 | 25 |
| 26  | 27 | 28 | 29 | 30 | 31 |    |

| 2월 |    |    |    |    |    |    |
| 일  | 월 | 화 | 수 | 목 | 금 | 토 |
|     |    |    |    |    |    | 1  |
| 2   | 3  | 4  | 5  | 6  | 7  | 8  |
| 9   | 10 | 11 | 12 | 13 | 14 | 15 |
| 16  | 17 | 18 | 19 | 20 | 21 | 22 |
| 23  | 24 | 25 | 26 | 27 | 28 |    |

| 3월 |    |    |    |    |    |    |
| 일  | 월 | 화 | 수 | 목 | 금 | 토 |
|     |    |    |    |    |    | 1  |
| 2   | 3  | 4  | 5  | 6  | 7  | 8  |
| 9   | 10 | 11 | 12 | 13 | 14 | 15 |
| 16  | 17 | 18 | 19 | 20 | 21 | 22 |
| 23  | 24 | 25 | 26 | 27 | 28 | 29 |
| 30  | 31 |    |    |    |    |    |

| 4월 |    |    |    |    |    |    |
| 일  | 월 | 화 | 수 | 목 | 금 | 토 |
|     |    | 1  | 2  | 3  | 4  | 5  |
| 6   | 7  | 8  | 9  | 10 | 11 | 12 |
| 13  | 14 | 15 | 16 | 17 | 18 | 19 |
| 20  | 21 | 22 | 23 | 24 | 25 | 26 |
| 27  | 28 | 29 | 30 |    |    |    |

| 5월 |    |    |    |    |    |    |
| 일  | 월 | 화 | 수 | 목 | 금 | 토 |
|     |    |    |    | 1  | 2  | 3  |
| 4   | 5  | 6  | 7  | 8  | 9  | 10 |
| 11  | 12 | 13 | 14 | 15 | 16 | 17 |
| 18  | 19 | 20 | 21 | 22 | 23 | 24 |
| 25  | 26 | 27 | 28 | 29 | 30 | 31 |

| 6월 |    |    |    |    |    |    |
| 일  | 월 | 화 | 수 | 목 | 금 | 토 |
| 1   | 2  | 3  | 4  | 5  | 6  | 7  |
| 8   | 9  | 10 | 11 | 12 | 13 | 14 |
| 15  | 16 | 17 | 18 | 19 | 20 | 21 |
| 22  | 23 | 24 | 25 | 26 | 27 | 28 |
| 29  | 30 |    |    |    |    |    |

| 7월 |    |    |    |    |    |    |
| 일  | 월 | 화 | 수 | 목 | 금 | 토 |
|     |    | 1  | 2  | 3  | 4  | 5  |
| 6   | 7  | 8  | 9  | 10 | 11 | 12 |
| 13  | 14 | 15 | 16 | 17 | 18 | 19 |
| 20  | 21 | 22 | 23 | 24 | 25 | 26 |
| 27  | 28 | 29 | 30 | 31 |    |    |

| 8월 |    |    |    |    |    |    |
| 일  | 월 | 화 | 수 | 목 | 금 | 토 |
|     |    |    |    |    | 1  | 2  |
| 3   | 4  | 5  | 6  | 7  | 8  | 9  |
| 10  | 11 | 12 | 13 | 14 | 15 | 16 |
| 17  | 18 | 19 | 20 | 21 | 22 | 23 |
| 24  | 25 | 26 | 27 | 28 | 29 | 30 |
| 31  |    |    |    |    |    |    |

| 9월 |    |    |    |    |    |    |
| 일  | 월 | 화 | 수 | 목 | 금 | 토 |
|     | 1  | 2  | 3  | 4  | 5  | 6  |
| 7   | 8  | 9  | 10 | 11 | 12 | 13 |
| 14  | 15 | 16 | 17 | 18 | 19 | 20 |
| 21  | 22 | 23 | 24 | 25 | 26 | 27 |
| 28  | 29 | 30 |    |    |    |    |

| 10월 |    |    |    |    |    |    |
| 일   | 월 | 화 | 수 | 목 | 금 | 토 |
|      |    |    | 1  | 2  | 3  | 4  |
| 5    | 6  | 7  | 8  | 9  | 10 | 11 |
| 12   | 13 | 14 | 15 | 16 | 17 | 18 |
| 19   | 20 | 21 | 22 | 23 | 24 | 25 |
| 26   | 27 | 28 | 29 | 30 | 31 |    |

| 11월 |    |    |    |    |    |    |
| 일   | 월 | 화 | 수 | 목 | 금 | 토 |
|      |    |    |    |    |    | 1  |
| 2    | 3  | 4  | 5  | 6  | 7  | 8  |
| 9    | 10 | 11 | 12 | 13 | 14 | 15 |
| 16   | 17 | 18 | 19 | 20 | 21 | 22 |
| 23   | 24 | 25 | 26 | 27 | 28 | 29 |
| 30   |    |    |    |    |    |    |

| 12월 |    |    |    |    |    |    |
| 일   | 월 | 화 | 수 | 목 | 금 | 토 |
|      | 1  | 2  | 3  | 4  | 5  | 6  |
| 7    | 8  | 9  | 10 | 11 | 12 | 13 |
| 14   | 15 | 16 | 17 | 18 | 19 | 20 |
| 21   | 22 | 23 | 24 | 25 | 26 | 27 |
| 28   | 29 | 30 | 31 |    |    |    |

### 음양력 대조 일람
| 음력월 | 월건 | 대소 | 음력 1일의 양력 월일 | 음력 1일 간지 |
| ------ | ---- | ---- | -------------------- | ------------- |
| 1월    | 무인 | 대   | 2월 11일             | 무자          |
| 2월    | 기묘 | 대   | 3월 13일             | 무오          |
| 3월    | 경진 | 소   | 4월 12일             | 무자          |
| 4월    | 신사 | 대   | 5월 11일             | 정사          |
| 5월    | 임오 | 소   | 6월 10일             | 정해          |
| 6월    | 계미 | 소   | 7월 9일              | 병진          |
| 7월    | 갑신 | 대   | 8월 7일              | 을유          |
| 8월    | 을유 | 소   | 9월 6일              | 을묘          |
| 9월    | 병술 | 소   | 10월 5일             | 갑신          |
| 10월   | 정해 | 대   | 11월 3일             | 계축          |
| 11월   | 무자 | 소   | 12월 3일             | 계미          |
| 12월   | 기축 | 대   | 1976년 1월 1일       | 임자          |